# Morpho helena
Morpho helena är en fjärilsart som beskrevs av Otto Staudinger. Morpho helena ingår i släktet Morpho och familjen praktfjärilar. Inga underarter finns listade i Catalogue of Life.

## Bildgalleri

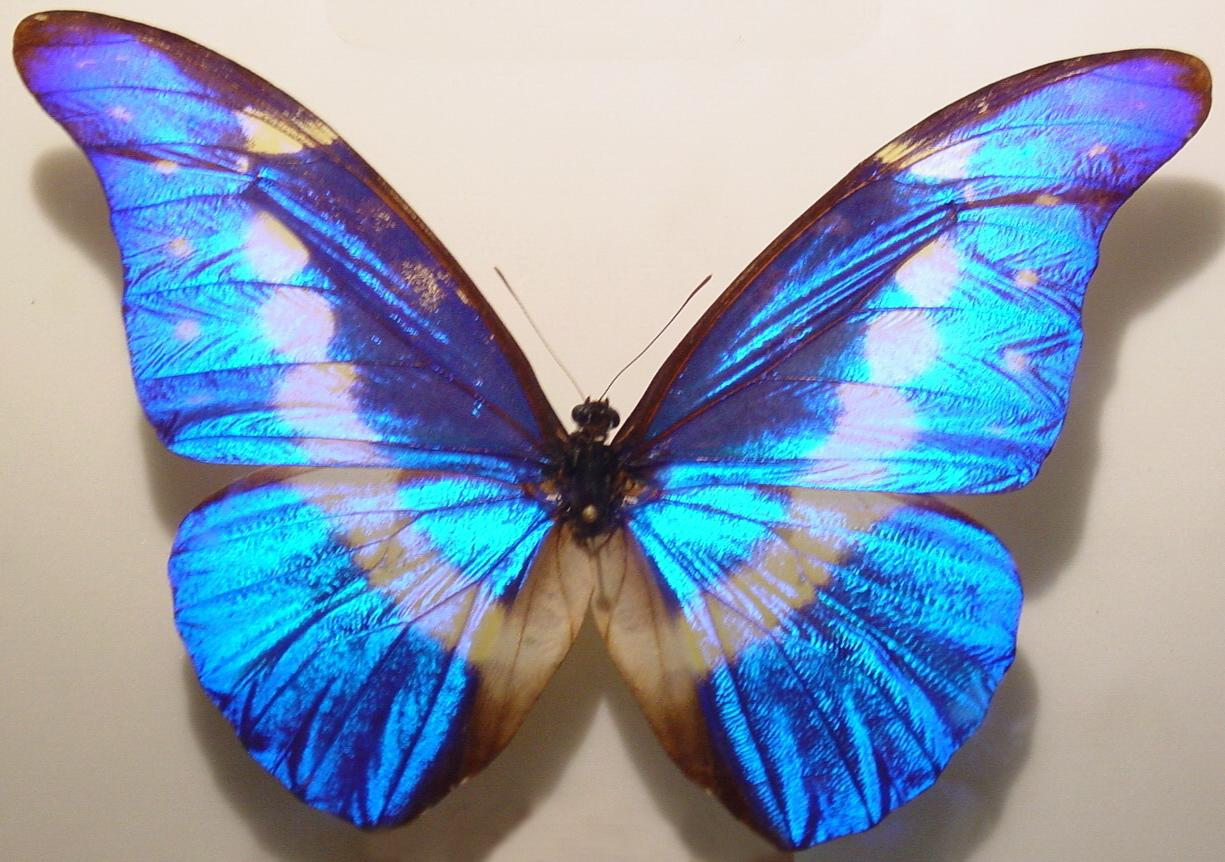